# FC Warrior Valga
FC Warrior Valga is een Estse voetbalclub uit Valga. De club werd in 1997 opgericht als FC Valga en nam in 2006 de huidige naam aan. De clubkleuren zijn groen en zwart.
De club was een satellietclub van FC Flora Tallinn en veel jeugdige talenten van Flora speelden voor Warrior. Na de degradatie uit de Meistriliiga eind 2006 werd de samenwerking beëindigd. In 2011 werd de club een satellietclub van FC Viljandi. In het seizoen 2011 degradeerde de club naar de II liiga na play-off wedstrijden tegen Tallinna FC Atletik. Na in 2017 één seizoen op het laagste niveau te hebben gespeeld is de club actief op afwisselend het vierde en vijfde niveau.

## Erelijst
Esiliiga
Kampioen: 2002
IV liiga
Kampioen: 2017

## Bekende (oud-)spelers
- Aivar Anniste
- Alo Bärengrub
- Dzintar Klavan
- Marko Meerits
- Vjatšeslav Zahovaiko